# Amela Terzić
Amela Terzić (serbisch-kyrillisch Амела Терзић; * 2. Januar 1993 in Priboj, BR Jugoslawien) ist eine serbische Mittelstreckenläuferin mit bosniakischen Wurzeln. Sie gewann zwei Mal die Goldmedaille bei den Leichtathletik-U23-Europameisterschaften und Leichtathletik-Junioreneuropameisterschaften, sowie einmal die Goldmedaille bei dem Europäischen Olympischen Jugendfestival. 2011 und 2012 wurde sie zur Nachwuchssportlerin des Jahres in Serbien gewählt. Derzeit lebt und trainiert sie in Novi Pazar. Sie wird von Rifat Zilkić trainiert.

## Karriere
Ihre ersten Auftritte hatte Terzić im Jahr 2008 mit fünfzehn Jahren. Damals wurde sie bei den Balkan-Junioren-Meisterschaften beim 800-Meter-Lauf Zweite und beim 1500-Meter-Lauf Dritte. Im Jahr 2009 holte sie sich die Bronzemedaille beim 1500-Meter-Lauf bei den Europäischen Olympischen Jugendfestivals in Tampere. Bei denselben Spielen beim 3000-Meter-Lauf errang sie die Goldmedaille. Bei den Leichtathletik-Jugendweltmeisterschaften 2009 in Brixen holte sie sich beim 1500-Meter-Lauf die Bronzemedaille. Bei den Crosslauf-Europameisterschaften 2010 in Albufeira gewann sie die Silbermedaille. Bei den Crosslauf-Europameisterschaften 2011 in Velenje errang sie die Bronzemedaille. Bei den Leichtathletik-Junioreneuropameisterschaften 2011 in Tallinn holte sie die Goldmedaillen beim 1500-Meter-Lauf und beim 3000-Meter-Lauf. Bei den Crosslauf-Europameisterschaften 2012 in Szentendre gewann sie die Goldmedaille. 2012 bei den Leichtathletik-Juniorenweltmeisterschaften in Barcelona errang sie die Silbermedaille. Bei den Crosslauf-Europameisterschaften 2013 in Belgrad gewann sie die Silbermedaille. Bei den Leichtathletik-U23-Europameisterschaften in Tampere 2013, sowie 2015 in Tallinn, errang sie beim 1500-Meter-Lauf die Goldmedaille.
Sie nahm für Serbien an den Olympischen Sommerspielen 2016 in Rio de Janeiro teil und erreichte über 800 Meter das Halbfinale.
Bei den Heimeuropameisterschaften 2017 galt Terzić als Außenseiterin auf eine Medaille. Im Vorlauf stellte sie einen neuen serbischen Rekord auf, lag im Finale aber klar zurück und klassierte sich am Schluss auf Platz acht. In der Freiluftsaison qualifizierte sie sich für die Weltmeisterschaften in London, bei denen sie aber mit 4:08,55 min bereits im Vorlauf ausschied. Bei der Universiade 2017 in Taipeh siegte sie in einem reinen Spurtrennen in 4:19,18 min.

## Bestleistungen

### Freiluft
- 800 Meter: 1:59,90 min, am 20. Juni 2015 in Stara Sagora (serbischer Rekord)
- 1000 Meter: 2:39,79 min, am 26. August 2012 in Dubnica nad Váhom (serbischer Rekord)
- 1500 Meter: 4:04,77 min, am 12. Juli 2015 in Tallinn (serbischer Rekord)
- Meile: 4:33,46 min, am 26. April 2014 in Philadelphia (serbischer Rekord)
- 2000 Meter: 5:55,62 min, am 17. Juni 2014 in Ostrava (serbischer Rekord)
- 3000 Meter: 8:57,20 min, am 27. Mai 2015 in Salzburg

### Halle
- 800 Meter: 2:03,27 min, am 5. Februar 2017 in Belgrad (serbischer Rekord)
- 1500 Meter: 4:10,35 min, am 3. März 2017 in Belgrad (serbischer Rekord)
- 3000 Meter: 9:03,39 min, am 1. März 2016 in Belgrad (serbischer Rekord)